# 2024年パリパラリンピックのバヌアツ選手団
2024年パリパラリンピックのバヌアツ選手団は、2024年8月28日から9月8日までフランスのパリで開催された2024年パリパラリンピックバヌアツ選手団の名簿。

## 選手団
- 人員: 選手 2人
- 開会式旗手: ケン・カフ、エリー・エノック

## 種目別選手・スタッフ名簿及び成績

### 陸上
| 選手             | 種目           | 予選 | 予選 | 決勝      | 決勝     |
| 選手             | 種目           | 結果 | 順位 | 結果      | 順位     |
| ---------------- | -------------- | ---- | ---- | --------- | -------- |
| ケン・カフ       | 男子やり投 F46 | -    | -    | 52.01m PB | 9位      |
| エリー・エノック | 女子砲丸投 F57 | 棄権 | 棄権 | 予選敗退  | 予選敗退 |